# Napee
Le Napee (dal greco ναπη, "valle boscosa") sono le ninfe che presidiano nelle valli e nei prati. Amano la solitudine, ma a volte avevano delle relazioni d'amore con qualche eroe, dal quale esigevano un'assoluta fedeltà.